# Baviola
Baviola  (лат.) — род аранеоморфных пауков из подсемейства Ballinae в семействе пауков-скакунов (Salticidae). Все три вида обитают только на Сейшельских островах.

## Виды
- Baviola braueri Simon, 1898 — Сейшельские острова typus
- Baviola luteosignata Wanless, 1984 — Сейшельские острова
- Baviola vanmoli Wanless, 1984 — Сейшельские острова